# Bassin-Bleu
 Bassin-Bleu (Haitianisch-Kreolisch Basen Ble) ist eine Gemeinde in Haiti im Département Nord-Ouest.

## Geschichte
Die heutige Gemeinde Bassin Bleu wurde 1874 als Dorf auf dem Gebiet von Port-de-Paix unter dem Namen Nan Pèze gegründet. Die Siedlung erhielt im Jahr 1930 den Status einer eigenständigen Gemeinde.
Im Mai 1865 war Bassin-Bleu Schauplatz einer Schlacht zwischen Regierungstruppen unter dem Kommando von General Nissage Saget und Rebellen von Sylvain Salnave.
Am 6. Oktober 2018 erschütterte ein schweres Erdbeben mit Epizentrum bei Port-de-Paix auch Bassin-Bleu.
Am 22. Mai 2024 wurde Bassin-Bleu von einem Tornado stark verwüstet.

## Lage und Beschreibung
Neben dem Zentrum der Gemeinde Ville de Bassin-Bleu bestehen drei ländliche Gemeindebezirke:
1. La Plate mit Bassin, Beauséjour, Belanger, Biaby, Dos Petit-Mil, Fond Bassin Bleu, Fond-Papaye, Grande-Place, Jean-Pierre, La Source, Magray, Migon, Nan Fort, Nan Mare, Nastrid, Nérac, Odige, Pendu, Rampart, Station Haut Piton, Ti Boucan und Tyron,
2. Carreau Datty mit Arcahaie, Déboire, Detonnel, Estere Batte, Ganeré, La Brousse, Morras, Nan Bete, Nan Etang, Nan Fouillon, Savane-Marc, Terre-Cassée und Zerbe-Boule sowie
3. Haut Des Moustiques mit Bambou, Bélizaire, Bellevue, Bernard, Bois Chandel, Brigand, Camp-Pongnon, Cazeau, Gallois, Grivo, Labady, La Boucher, Larode, La Voute, Mombin-Crochu, Mont Bayard, Nan Campêche, Nan Gramond, Nan Mapou, Nan Pion, Nan Tranquille, Peuplier, Roussel, Tardif und Toussaint.

Die Route Nationale RN-5 verbindet Bassin-Bleu im Norden mit Port-de-Paix (26 Kilometer) und im Südosten mit Gros-Morne (23 Kilometer).
Im Jahr 2013 erhielt die Gemeinde mit Unterstützung der MINUSTAH erstmals ein Rathaus.